# Karl Elleder

„Der galante Freier“ (1923). („Die Muskete“. 21. Mai 1927, 18)

Karl Elleder (* 15. Juni 1860 in Korneuburg; † 8. Januar 1941 in Gars am Kamp) war ein österreichischer Karikaturist und Illustrator, der für deutsche und österreichische Zeitungen und Zeitschriften gezeichnet sowie Kalender, Kinder- und Märchenbücher illustriert hat und seit 1910 als Schriftsteller eigene belletristische Texte veröffentlicht hat.

## Leben

Karl Elleder hat 1920 für seine Wahlheimat Gars am Kamp das „Notgeld“ gestaltet und die Scheine mit humorvollen Sprüchen versehen.

Der hauptberufliche Zollbeamte Karl Elleder bildete sich autodidaktisch in Krems und Wien aus; illustri[e]rte u[nter] a[nderem] die „Cadettengeschichten“ von Hofrath Oskar Teuber und das „Lachcabinett“, welches „C[arl] M[ichael] Ziehrer am allerhöchsten Hofe in Wien vorführte“. Nebenberuflich war Elleder gefragter Mitarbeiter der humoristischen Zeitschriften „Fliegende Blätter“, „Meggendorfer Blätter“, „Die Muskete“, „Mocca“ und „Faun“. Die „Österreichische Illustrierte Zeitung“ wies bereits 1911 auf Elleders Sonderstellung unter den „Wiener Karikaturisten“ hin: „Ein Humorist, der sich fast gänzlich der politischen Tagessatire entschlägt und sich bescheidet, die vorurteilslosen Scherze der Familien-Witzblätter mit anmutig-heiteren Bildern zu begleiten oder den Kindern in ihren Leibblättern künstlerisch gute humoristische Kost vorzusetzen, ist Karl Elleder, ein Wiener Autodidakt, dessen gefällige Bildchen man häufig in den „Fliegenden Blättern“, im „Figaro“ usw. findet, […] und den man, weil er im Ausland mehr geschätzt wird als bei uns, in Wien kaum als heimischen Künstler kennt.“
Elleder war mit dem Wiener Maler Carl Zewy (1855–1929) befreundet, der um 1911 mit Elleders Garser Nachbarn, dem damaligen Kunststudenten und späteren Film-Regisseur Fritz Lang, zusammengearbeitet hat. Elleder war seit 1905 mit Theresia Grasser (1886–1935) vermählt und somit Schwiegersohn des 1902 verstorbenen österreichischen Waffenfabrikanten Carl Grasser.
Große Teile von Elleders zeichnerischem und schriftstellerischem Nachlass wurden vom Grafiker und Illustrator Bernhard Oberdieck erworben, dessen Website eine anschauliche Auswahl von Elleders zeichnerischem Werk bietet, was maßgeblich zu Elleders Wiederentdeckung durch den Literaturwissenschaftler Andreas Weigel und das Garser „Zeitbrücke-Museum“ beigetragen hat.

## Werke (Galerie)

„Der Teufel! Der Teufel! Spukgeschichte in vier Bildern“, gesamt („Fliegende Blätter“, 1884)
„Der Teufel! Der Teufel! Spukgeschichte in vier Bildern“, #1 („Fliegende Blätter“, 1884).
„Der Teufel! Der Teufel! Spukgeschichte in vier Bildern“, #2 („Fliegende Blätter“, 1884).
„Der Teufel! Der Teufel! Spukgeschichte in vier Bildern“, #3 („Fliegende Blätter“, 1884).
„Der Teufel! Der Teufel! Spukgeschichte in vier Bildern“, #4 („Fliegende Blätter“, 1884).
„Knecht Ruprecht“
„Jahreszeiten, Frühling“
„Jahreszeiten, Sommer“
„Jahreszeiten, Herbst“
„Jahreszeiten, Winter“
„Das Extrablatt“ (1914). „Fliegende Blätter“, 1915, 18
Karl Elleder Garser Notgeld (1920)
Illustration zu „Max Butziwackel“ (1920)
Schlussbild zu „Max Butziwackel“ (1920)
Titelvignette für Julius Kiennasts „Chronik des Marktes Gars in Nieder-Oesterreich.“ Gars 1920.
„Wieder ein Opfer“ („Faun“, 1923) (Karl Elleders frühe Kritik an den Nationalsozialisten)
„Süße Klänge“. („Die Muskete“, 25. März 1926)
„Immer derselbe“ („Die Muskete“, 29. Juli 1926)
Malerische Kritik am Wirken übereifriger Ärzte („Die Muskete“, 30. Juli 1927)
Elleders Selbstporträt als Weihnachtsmann, 1935 („Weihnachtsgrüße“)

## Werk (Auswahl)

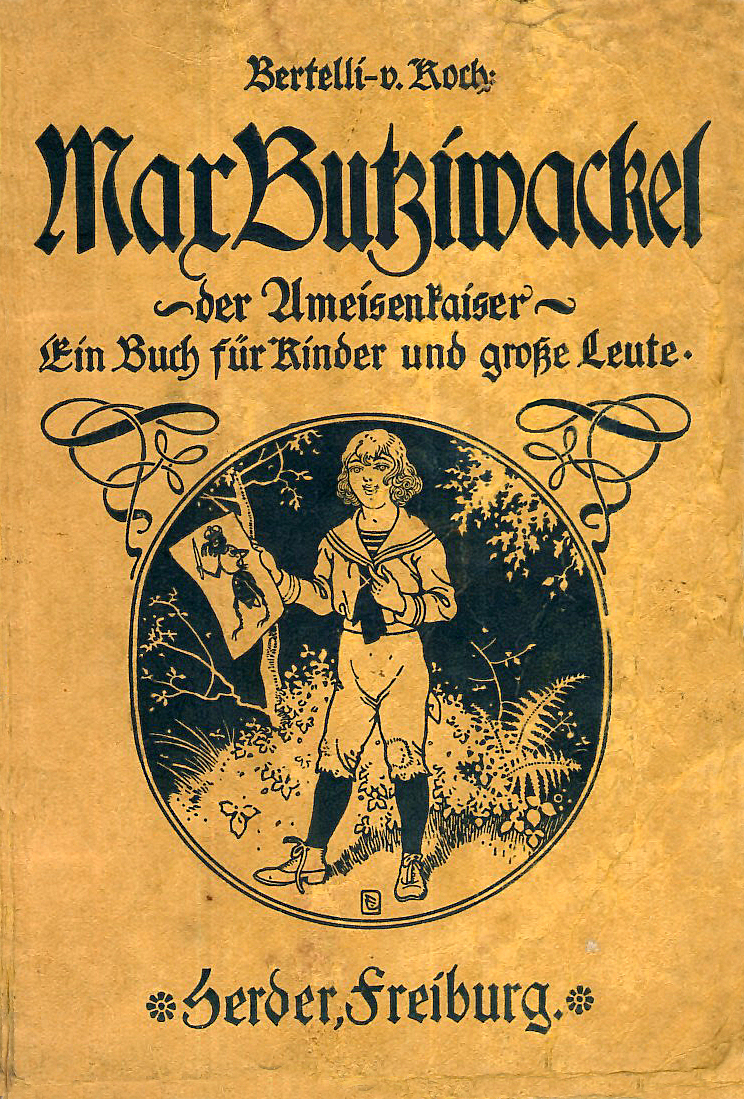
Das von Elleder illustrierte Buch „Max Butziwackel“ (1920)

### Illustrierte Bücher
- Carl Michael Ziehrer: „Das musikalische Lachkabinett“ (1887).
- Oskar Teuber: „Flotte Geschichten aus der uniformierten Welt“ (1890).
- Helene Sarner: Ein Buch für Kinder. Märchen, Fabel und Gedichte. (Berlin) 1905.
- Egon Hugo Strassburger: „Mit auf die Lebensreise. Weisheiten und Torheiten“. Titelbild und Vignette (1907).
- Luigi Bertelli: „Max Butziwackel der Ameisenkaiser“ (deutsche Übersetzung. 1920).
- Johannes Gebhardt: „Alte und neue Märchen“. Mit 6 bunten Tafeln und vielen Bildern im Text von Karl Elleder (1929).
- Adolf Holst: „Die Kinder im Walde“. Mit Bildern von Karl Elleder (1933).
- Klara Meister: „Lustiges Leben. Eine Susi-Geschichte in Versen“. Bilder von Karl Elleder (1933).

### Eigene Texte mit Elleder-Illustrationen

#### Veröffentlichtes
- Das Waisenkind. Geschichte aus dem Insektenleben. In: Johannes Gebhardt: Alte und neue Märchen, Band I. Alfred Hahns Verlag (Leipzig), 1910.
- „Der Schmied von Drosendorf“ (1912). In: Philipps Bücherei, Band 6 (Verlagshaus Jakob Philipp, Wien, um 1921).[9]
- „Der verwunschene Prinz“ (1914). In: Philipps Bücherei, Band 10 (Verlagshaus Jakob Philipp, Wien, um 1921).[9]
- „Die Waldfrau“ (1927). In: „Kleine Volks-Zeitung“. 1. Jänner 1927, S. 18.
- „Das Einsiedeglas“. In: Rahma-Post [Nach 1926].[10]

#### Unveröffentlichtes
- „Die Reise nach Grillenheim“ (um 1934). Nachlass-Manuskript.
- „Froschkönig“. Erzählt und illustriert von Karl Elleder. 7 Zeichnungen. Nachlass-Manuskript.
- „Das Nixlein“. Erzählt und illustriert von Karl Elleder. 4 Zeichnungen. Nachlass-Manuskript.
- „Butzemann“. Erzählt und illustriert von Karl Elleder. 4 Zeichnungen. Nachlass-Manuskript.
- „Die Waldfrau“. Erzählt und illustriert von Karl Elleder. 5 Zeichnungen. [Zweite Version]. (1926).
- „Moortrude“. Erzählt und illustriert von Karl Elleder. 5 Zeichnungen. Nachlass-Manuskript.
- „Der schwarze See“. Erzählt und illustriert von Karl Elleder. 4 Zeichnungen. Nachlass-Manuskript.
- „Das Zauberpulver“. Erzählt und illustriert von Karl Elleder. 6 Zeichnungen. Nachlass-Manuskript.
- „Der Heckgroschen“. Erzählt und illustriert von Karl Elleder. 6 Zeichnungen. Nachlass-Manuskript.
- „Das Elixier“. Erzählt und illustriert von Karl Elleder. 8 Zeichnungen. Nachlass-Manuskript.
- „Hahngickl“. Erzählt und illustriert von Karl Elleder. 5 Zeichnungen. Nachlass-Manuskript.
- „Das Wiegenfest“. Erzählt und illustriert von Karl Elleder. 7 Zeichnungen. Nachlass-Manuskript.
- „Gokulorum“. Erzählt und illustriert von Karl Elleder. Mit 6 Bildern. Nachlass-Manuskript.
- „Der Pechvogel“. Ein wahrhaftiges Märlein in Wort und Bild. Mit 4 Illustrationen. Nachlass-Manuskript.
- „Der Bücherskorpion“. Eine Geschichte aus dem Insektenleben in Wort und Bild. 6 Zeichnungen. Nachlass-Manuskript.
- „Die Schnecke“. Vorerst verschollenes Nachlass-Manuskript.
- „Das Waisenkind“. Eine Geschichte aus dem Insektenleben in Wort und Bild. 5 Zeichnungen. Nachlass-Manuskript.
- „Die Schlupfwespe“. Eine Geschichte aus dem Insektenleben. 6 Zeichnungen. Nachlass-Manuskript.
- „Das Einsiedeglas“. Eine Ohrfeigengeschichte in Wort und Bild. 7 Zeichnungen. Nachlass-Manuskript.
- „Muckenschnabel“. Erzählt und illustriert von Karl Elleder. 6 Zeichnungen. Nachlass-Manuskript.
- „Die Vagabunden“. Nachlass-Manuskript.
- „Die Zauberlose“. Ein Märchen in Wort und Bild. Mit 7 Illustrationen. Nachlass-Manuskript.
- „Der Bettler“. In Wort und Bild von Karl Elleder. Nachlass-Manuskript.

### Auftragsgrafiken (Auswahl)
- Notgeld für die Marktgemeinde Gars am Kamp (1920) (Die vier Notgeldscheine wurden 1920 auch in Julius Kiennasts Chronik des Marktes Gars in Nieder-Oesterreich, vor der Seite 32, abgebildet).
- Titelvignette für Julius Kiennasts Chronik des Marktes Gars in Nieder-Oesterreich. Gars 1920.

## Museale Rezeption
- „Stars in Gars“-Ausstellung (7. April bis 1. Oktober 2017). Zeitbrücke-Museum, Gars am Kamp.
- „Kinder und Bücher“-Ausstellung (10. November bis 10. Dezember 2017). Zeitbrücke-Museum, Gars.